# كريغ كينسر
كريغ كينسر (بالإنجليزية: Kraig Kinser)‏ هو مهندس أمريكي، ولد في 8 أكتوبر 1984 في بلومنغتون في الولايات المتحدة.

## وصلات خارجية
- الموقع الرسمي
- كريغ كينسر على موقع Racing-Reference.info (الإنجليزية)